# (1956) Артек
(1956) Артек (лат. Artek) — типичный астероид главного пояса, открыт 8 октября 1969 года советским астрономом Людмилой Черных в Крымской астрофизической обсерватории и 30 июня 1977 года назван в честь пионерского лагеря СССР «Артек».

## Обнаружение и именование
(1956) Артек
Открыт 8 октября 1969 года в Научном Л. И. Черных.
Назван в честь всесоюзного пионерского лагеря в Крыму.
Оригинальный текст (англ.)1956 Artek
Discovered 1969-10-08 by Chernykh, L. at Nauchnyj.
Named for an all-Union young pioneer's camp in Crimea.
Источники: DISCOVERY.DB; M.P.C. 4190.

## Орбита

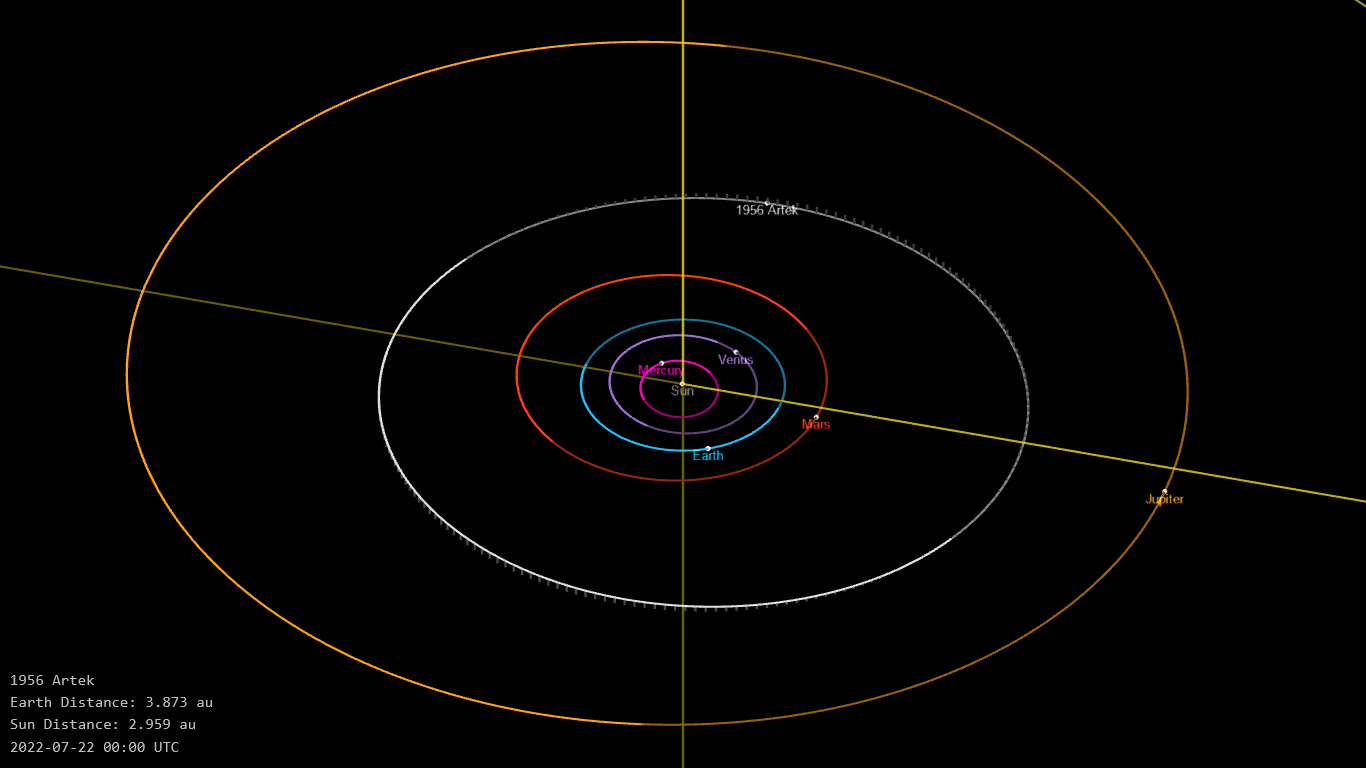
Орбита астероида Артек и его положение в Солнечной системе

## Физические характеристики
Астероид относится к таксономическому классу C.
По результатам наблюдений в инфракрасном диапазоне спутника Akari и наблюдений в видимом и ближнем инфракрасном диапазоне космического телескопа NEOWISE диаметр астероида сначала оценивался равным 17.97±0.91 км, позже — 19.92±3.55 км и 19.921±3.545 км. Согласно тем же источникам альбедо оценивается как
0.099±0.011 и 0.074±0.033.